# Active Directory Federation Services
Active Directory Federation Services est un composant de Windows Server pouvant être installé sur les serveurs Windows afin de faciliter l'accès aux utilisateurs, aux systèmes et applications.

## Versions
Sur Microsoft Serveur 2012, ADFS est un rôle à ajouter et correspond à la version 2.1, dans la version 2012 R2 le rôle ADFS est la 3.0. Pour Windows Server 2016, la version d'ADFS est la 4.0.